# Giorgio Ursi
Giorgio Ursi lub Jurij Uršič (ur. 1 września 1942 w Doberdò del Lago, zm. 8 października 1982 w Gorycji) – włoski kolarz torowy, wicemistrz olimpijski oraz brązowy medalista mistrzostw świata.

## Kariera
Giorgio Ursi z pochodzenia był Słoweńcem, jego prawdziwe nazwisko to Jurij Uršič. Pierwszy sukces w karierze osiągnął w 1964 roku, kiedy zdobył srebrny medal w indywidualnym wyścigu na dochodzenie podczas igrzysk olimpijskich w Tokio. W zawodach tych wyprzedził go jedynie Jiří Daler z Czechosłowacji, a trzecie miejsce zajął Duńczyk Preben Isaksson. Na rozgrywanych dwa lata później mistrzostwach świata we Frankfurcie Ursi zajął w tej samej konkurencji trzecie miejsce, ulegając tylko Holendrowi Tiemenowi Groenoewi oraz Dalerowi. Zmarł nagle w swoim mieszkaniu w Gorycji, prawdopodobnie na zawał serca. Miał 40 lat.